# Noqreh Deh
Noqreh Deh (em persa: نقره ده, também romanizada como Nakordedi, Noghreh Deh, Noqar Deh e Nowkhowrdeh) é uma aldeia do distrito rural de Kiashahr, situada no condado de Astaneh-ye Ashrafiyeh, na província de Gilan, no Irã. Segundo o censo de 2006, sua população era de 1 046, em 288 famílias.